# Brebis de Bersend
De Brebis de Bersend is een kaas uit de Savoie in de regio Auvergne-Rhône-Alpes. De kaas dankt zijn naam aan het dorpje Bersend, waar hij vandaan komt.
De Brebis de Bersend werd vroeger (tot de 19e eeuw) veel vaker gemaakt, toen er in die tijd nog veel meer schapen gehouden werden. De schapen zijn in de tussentijd grotendeels verdreven, maar komen nu toch langzaam weer terug in beeld.
De kaas wordt gemaakt van rauwe schapenmelk. De kaas wordt niet geperst en heeft na een rijping van zo’n twee maanden een natuurlijke korst. De kaasmassa is dan halfhard, voor het type kaas nog vrij soepel.